# Ватичино (Гросето)
Ватичино (итал. Vaticino) је насеље у Италији у округу Гросето, региону Тоскана.
Према процени из 2011. у насељу је живело 59 становника. Насеље се налази на надморској висини од 56 м.